# Chas Skelly
Chas Skelly (Bedford, 11 de maio de 1985) é um lutador americano de artes marciais mistas, atualmente compete no Peso Pena do Ultimate Fighting Championship. Ele é profissional desde 2009, e também já competiu no Bellator MMA.

## Background
Skelly nasceu em Bedford, Texas, mas se mudou para a Pennsylvania ainda jovem. Ele começou no wrestling quando tinha cinco anos. Ele depois se mudou para o Texas, frequentando a Azle High School, onde ele também jogou baseball e futebol americano, mas parou com os dois esportes em seu último ano para focar no wrestling. Ele manteve um recorde de 164-3, foi letterman em quatro anos, e venceu o campeonato estadual durante seu ano de sênior em 2003 enquanto competia na divisão de 140 lbs. Skelly continuou no wrestling no colegial pela Oklahoma City University, onde ele ganhou o prêmio da NAIA All-American. Ele começou nas artes marciais mistas após se tornar parceiro de treino do lutador do UFC Johnny Bedford.

## Carreira no MMA

### Começo da carreira
Skelly fez sua estréia no MMA profissional em 2009 e venceu suas primeiras duas lutas por finalização e nocaute técnico no primeiro round, respectivamente. Pouco menos de um mês após a vitória, ele assinou com o Bellator MMA.

### Bellator MMA
Skelly fez sua estréia no Bellator no Bellator 9 em 29 de Maio de 2009 e venceu a luta por decisão dividida.
Ainda invicto, Skelly venceu suas três lutas consecutivas antes de fazer sua próxima aparição na organização em 20 de Maio de 2010 no Bellator 19, enfrentando Daniel Pineda. Skelly derrotou Pineda por finalização e o derrotou novamente na revanche com uma chave de joelho.
Após dois anos fora por lesões, Skelly novamente venceu três lutas antes de fazer sua próxima aparição na organização no Bellator 96 em 19 de Junho de 2013.  Ele enfrentou Jarrod Card e venceu por decisão unânime.

### Ultimate Fighting Championship
Em Março de 2014, foi anunciado que Skelly havia assinado com o UFC. Ele fez sua estréia contra Mirsad Bektic em 19 de Abril de 2014 no UFC on Fox: Werdum vs. Browne. Ele perdeu por decisão majoritária.
Em sua segunda luta na organização, Skelly enfrentou Tom Niinimäki em 23 de Agosto de 2014 no UFC Fight Night: Henderson vs. dos Anjos. Ele venceu a luta por finalização no primeiro round.
Após não sofrer quase nenhum dano na luta com Niinimäki, Skelly fez uma rápida volta ao octógono e enfrentou Sean Soriano em 5 de Setembro de 2014 no UFC Fight Night: Jacaré vs. Mousasi II, substituindo o lesionado Andre Fili. Ele venceu a luta por decisão unânime e bateu o recorde de menos tempo entre lutas da nova era do UFC, 13 dias.
Skelly enfrentou Jim Alers em 14 de Fevereiro de 2015 no UFC Fight Night: Henderson vs. Thatch e venceu a luta por nocaute técnico no segundo round.
Skelly era esperado para enfrentar Hacran Dias em 27 de Junho de 2015 no TUF Brasil 4. No entanto, ele se retirou da luta por motivos desconhecidos.
Skelly enfrentou o brasileiro Edmilson Souza em 7 de Novembro de 2015 no UFC Fight Night: Belfort vs. Henderson III no Brasil. Ele venceu a luta por finalização com um mata leão no segundo round.

## Campeonatos e realizações
- Ultimate Fighting Championship
  - Performance da noite (Uma vez)

## Cartel no MMA
| Cartel no MMA   |             |            |
| 23 lutas        | 19 vitórias | 4 derrotas |
| Por nocaute     | 4           | 1          |
| Por finalização | 10          | 1          |
| Por decisão     | 5           | 2          |

| Res.    | Cartel   | Oponente            | Método                                 | Evento                                       | Data       | Round | Tempo | Local                  | Notas |
| ------- | -------- | ------------------- | -------------------------------------- | -------------------------------------------- | ---------- | ----- | ----- | ---------------------- | --- |
| Vitória | 19-3     | Mark Striegl        | Nocaute técnico (joelhada e socos)     | UFC Fight Night: Walker vs. Hill             | 19/02/2022 | 2     | 2:01  | Las Vegas, Nevada      | |
| Vitória | 18-3     | Jordan Griffin      | Decisão (unânime)                      | UFC Fight Night: Cowboy vs. Gaethje          | 14/09/2019 | 3     | 5:00  | Vancouver              | |
| NC      | 17-3 (1) | Bobby Moffett       | Sem Resultado                          | UFC Fight Night: Korean Zombie vs. Rodríguez | 10/11/2018 | 2     | 2:43  | Denver, Colorado       | Originalmente derrota por finalização; Mudado após Skelly apelar à comissão atlética devido a um erro do juiz. |
| Derrota | 17-3     | Jason Knight        | Nocaute Técnico (socos)                | UFC 211: Miocic vs. dos Santos II            | 13/05/2017 | 3     | 0:39  | Dallas, Texas          | |
| Vitória | 17-2     | Chris Gruetzemacher | Finalização (mata leão)                | UFC Fight Night: Bermudez vs. Korean Zombie  | 04/02/2017 | 2     | 2:01  | Houston, Texas         | |
| Vitória | 16-2     | Maximo Blanco       | Finalização Técnica (triângulo de mão) | UFC Fight Night: Poirier vs. Johnson         | 19/09/2016 | 1     | 0:19  | Hidalgo, Texas         | Perfomace da Noite                                                                                             |
| Derrota | 15-2     | Darren Elkins       | Decisão (unânime)                      | UFC 196: McGregor vs. Diaz                   | 05/03/2016 | 3     | 5:00  | Las Vegas, Nevada      | |
| Vitória | 15-1     | Edmilson Souza      | Finalização (mata leão)                | UFC Fight Night: Belfort vs. Henderson III   | 07/11/2015 | 2     | 1:56  | São Paulo              | |
| Vitória | 14-1     | Jim Alers           | Nocaute Técnico (socos e joelhadas)    | UFC Fight Night: Henderson vs. Thatch        | 14/02/2015 | 2     | 4:59  | Broomfield, Colorado   | |
| Vitória | 13–1     | Sean Soriano        | Decisão (unânime)                      | UFC Fight Night: Jacaré vs. Mousasi II       | 05/09/2014 | 3     | 5:00  | Ledyard, Connecticut   | |
| Vitória | 12–1     | Tom Niinimäki       | Finalização (mata leão)                | UFC Fight Night: Henderson vs. dos Anjos     | 23/08/2014 | 1     | 2:35  | Tulsa, Oklahoma        | |
| Derrota | 11–1     | Mirsad Bektic       | Decisão (majoritária)                  | UFC on Fox: Werdum vs. Browne                | 19/04/2014 | 3     | 5:00  | Orlando, Florida       | Estreia no UFC.                                                                                                |
| Vitória | 11–0     | Jarrod Card         | Decisão (unânime)                      | Bellator 96                                  | 19/06/2013 | 3     | 5:00  | Thackerville, Oklahoma | |
| Vitória | 10–0     | Rey Trujillo        | Nocaute Técnico (socos)                | Legacy FC 16                                 | 14/12/2012 | 3     | 4:52  | Dallas, Texas          | |
| Vitória | 9–0      | Luis Vegas          | Decisão (unânime)                      | PFS: Premier Fight Series 1                  | 28/07/2012 | 3     | 5:00  | Fort Worth, Texas      | |
| Vitória | 8–0      | Jeremy Myers        | Finalização (triângulo de mão)         | Legacy FC 15                                 | 02/06/2012 | 1     | 2:59  | Arlington, Texas       | |
| Vitória | 7–0      | Daniel Pineda       | Finalização (chave de joelho)          | Bellator 19                                  | 20/05/2010 | 2     | 2:16  | Grand Prairie, Texas   | |
| Vitória | 6–0      | Tim Snyder          | Finalização (mata leão)                | KOK 8: The Uprising                          | 27/02/2010 | 2     | 2:22  | Austin, Texas          | |
| Vitória | 5–0      | Daniel Pineda       | Finalização                            | SWC 8: Night of Rumble                       | 18/09/2009 | 1     | 2:12  | Frisco, Texas          | |
| Vitória | 4–0      | Jimmy Guzman        | Finalização                            | URC 5: Ultimate Rumble Championships         | 18/07/2009 | 2     | 1:55  | Conroe, Texas          | |
| Vitória | 3–0      | Mike Braswell       | Decisão (dividida)                     | Bellator 9                                   | 29/05/2009 | 3     | 5:00  | Monroe, Louisiana      | |
| Vitória | 2–0      | Joshua Gerber       | Nocaute Técnico (socos)                | XKO: Xtreme Knockout 4                       | 09/05/2009 | 1     | 1:59  | Arlington, Texas       | |
| Vitória | 1–0      | Will Samuels        | Finalização                            | XKO: Xtreme Knockout 3                       | 14/03/2009 | 1     | 2:57  | Arlington, Texas       | |